# سیاه‌خوله
 سیاه خوله ، روستایی است از توابع بخش صالح آباد شهرستان تربت جام در استان خراسان رضوی.
این روستا در دهستان جنت آباد قرار دارد و بر اساس سرشماری سال ۱۳۸۵ جمعیت آن (۸۰خانوار) ۳۹۰نفر 
بوده‌است.